# جایزه انریکو فرمی

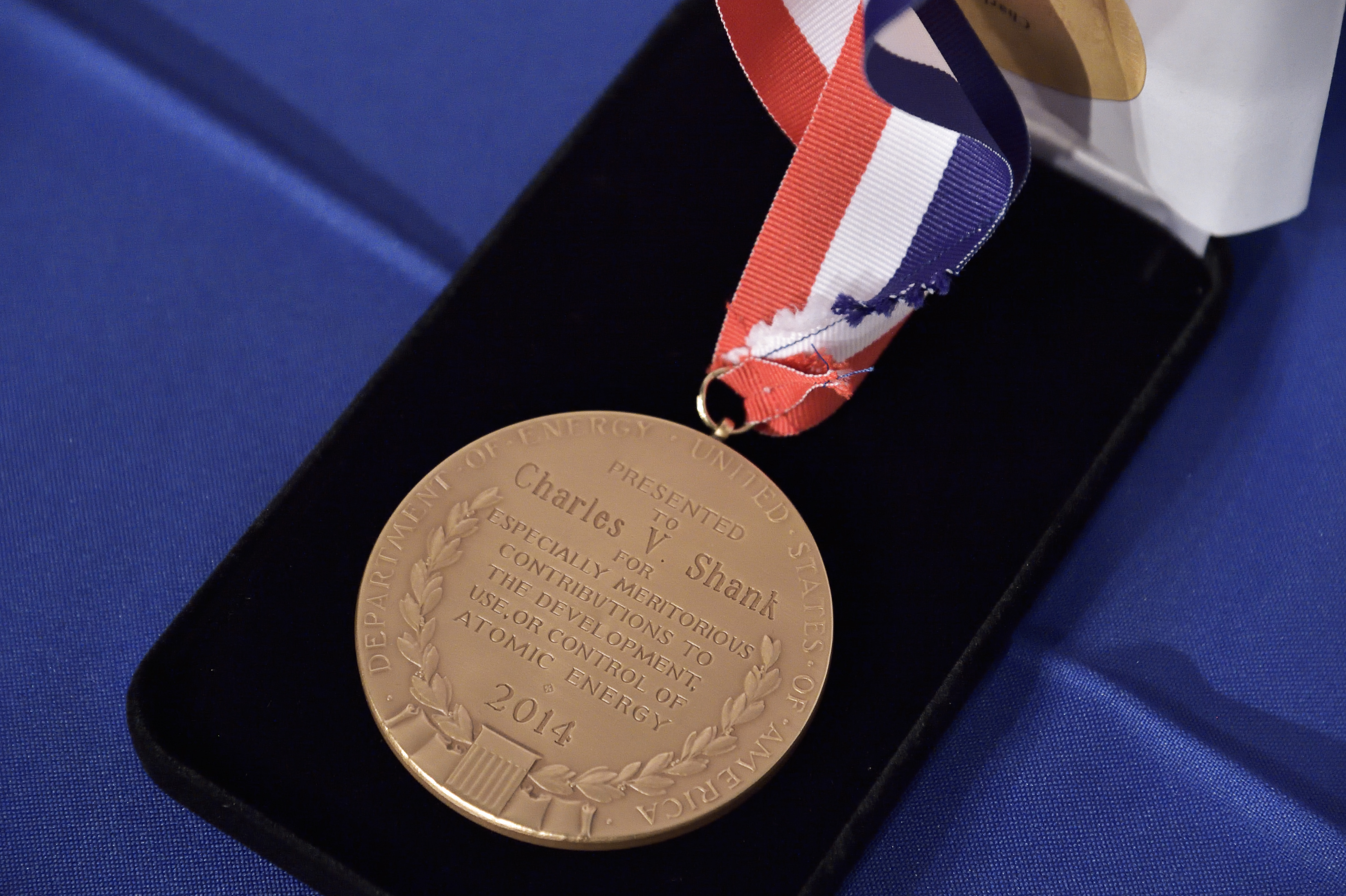
تصویری از مدال انریکو فرمی

جایزه انریکو فرمی (انگلیسی: Enrico Fermi Award) یک جایزه برای گرامی‌داشت دانشمندانِ با شهرت جهانی برای دستاوردهایشان در گسترش، بهره‌گیری، یا تولید انرژی است. این جایزه از سوی وزارت انرژی ایالات متحده آمریکا تأمین می‌شود. گیرنده جایزه، ۱۰۰٬۰۰۰ دلار، یک گواهی‌نامه امضاشده از سوی رئیس‌جمهور و وزیر انرژی ایالات متحده آمریکا، و یک مدال طلا که تصویر انریکو فرمی روی آن است، دریافت می‌کند.

## برندگان قبلی
منابع: وزارت انرژی ایالات متحده
| - ۲۰۱۴ – کلودیو پلگرینی؛ چارلز وی. شانک - ۲۰۱۳ – اندرو سسلر؛ آلن جی. بارد - ۲۰۱۰ – میلدرد درسلهاوس؛ برتون ریکتر - ۲۰۰۹ – جان بی. گوداناف؛ زیگفرید هکر - ۲۰۰۵ – آرتور اچ روزنفلد - ۲۰۰۳ – جان ان. باکال؛ ریموند دیویس جونیور؛ سیمور ساک - ۲۰۰۰ – شلدن داتس؛ سیدنی درل؛ هربرت اف. یورک - ۱۹۹۸ – موریس گولدهابر؛ مایکل فلپس (فیزیک پزشکی) - ۱۹۹۶ – مارتیمر ام. الکایند؛ اچ. رادنی ویثرز؛ ریچارد گاروین - ۱۹۹۵ – اوگو فانو؛ مارتین کامن - ۱۹۹۳ – لیان بی. راسل؛ فریمن دایسون - ۱۹۹۲ – هرولد براون؛ جان اس. فستر جونیور؛ لئون لدرمن - ۱۹۹۰ – جرج کوان؛ رابلی دی. ایوانز - ۱۹۸۸ – ریچارد بی. ستلو؛ ویکتور وایسکاپف - ۱۹۸۷ – لوئیس والتر آلوارز؛ جرالد اف. تیپ - ۱۹۸۶ – ارنست کورانت؛ میلتون استنلی لیوینگستون - ۱۹۸۵ – نورمن راسموسن؛ مارشال روزنبلوث - ۱۹۸۴ – رابرت آر ویلسون؛ جورج وندریس - ۱۹۸۳ – الکساندر هالندر؛ جان اچ. لارنس - ۱۹۸۲ – هربرت ال. آندرسون؛ ست ندرمیر | - ۱۹۸۱ – بنت لوئیس - ۱۹۸۰ – رودولف پیرلز؛ آلوین ام. واینبرگ - ۱۹۷۸ – ولفگانگ کی اچ پانوفسکی؛ هرولد اگنیو - ۱۹۷۶ – ویلیام ال. راسل - ۱۹۷۲ – منسون بندیکت - ۱۹۷۱ – شیلدز وارن؛ استافورد ال. وارن - ۱۹۷۰ – نوریس برادبوری - ۱۹۶۹ – والتر زین - ۱۹۶۸ – جان ویلر - ۱۹۶۶ – اتو هان؛ لیزه مایتنر؛ فریتس اشتراسمان - ۱۹۶۴ – هایمن جی. ریکوور - ۱۹۶۳ – رابرت اوپنهایمر - ۱۹۶۲ – ادوارد تلر - ۱۹۶۱ – هانس بیته - ۱۹۵۹ – گلن سیبورگ - ۱۹۵۸ – یوجین ویگنر - ۱۹۵۷ – ارنست لارنس - ۱۹۵۶ – جان فون نویمان |